# 116
116（百十六、ひゃくじゅうろく）は自然数、また整数において、115の次で117の前の数である。

## 性質
- 116は合成数であり、約数は 1, 2, 4, 29, 58 と 116 である。
  - 約数の和は210。
- 1162 + 1 = 13457 であり、n2 + 1 の形で素数を生む21番目の数である。1つ前は110、次は120。
- n = 116 のときの n! + 1 で表せる 116! + 1 は10番目の階乗素数である。1つ前は77、次は154。(オンライン整数列大辞典の数列 A002981)
- 1/116 = 0.008620689655172413793103448275…（下線部は循環節で長さは28）
  - 逆数が循環小数になる数で循環節が28になる4番目の数である。1つ前は87、次は145。
- 116 = 42 + 102
  - 異なる2つの平方数の和で表せる35番目の数である。1つ前は113、次は117。(オンライン整数列大辞典の数列 A004431)
- 116 = 42 + 62 + 82
  - 3連続偶数の平方和で表せる数である。1つ前は56、次は200。
  - 3つの平方数の和1通りで表せる49番目の数である。1つ前は115、次は120。(オンライン整数列大辞典の数列 A025321)
  - 異なる3つの平方数の和1通りで表せる36番目の数である。1つ前は115、次は118。(オンライン整数列大辞典の数列 A025339)
  - n = 2 のときの 4n + 6n + 8n の値とみたとき1つ前は18、次は792。(オンライン整数列大辞典の数列 A074566)
- 各位の和が8になる11番目の数である。1つ前は107、次は125。
- 各位の平方和が38になる最小の数である。次は161。(オンライン整数列大辞典の数列 A003132)
  - 各位の平方和が n になる最小の数である。1つ前の37は16、次の39は1116。(オンライン整数列大辞典の数列 A055016)
- 各位の立方和が218になる最小の数である。次は161。(オンライン整数列大辞典の数列 A055012)
  - 各位の立方和が n になる最小の数である。1つ前の217は16、次の219は1116。(オンライン整数列大辞典の数列 A165370)
- 各位の積が6になる6番目の数である。1つ前は61、次は123。(オンライン整数列大辞典の数列 A199988)
- 116 = 22 × 29
  - 2つの異なる素因数の積で p2 × q の形で表せる16番目の数である。1つ前は99、次は117。(オンライン整数列大辞典の数列 A054753)
- n4 の数を順に並べた数とみたとき1つ前は1、次は11681。(オンライン整数列大辞典の数列 A284377)

## その他 116 に関連すること
- 西暦116年
- 紀元前116年
- 原子番号116の元素はリバモリウム (Lv) 。
- 市内局番なしの116は、NTTへの問い合わせ受付番号。（日本の電話番号#1XY_特番。）
- 年始から数えて116日目は4月26日、閏年では4月25日。
- 第116代ローマ教皇はヨハネス9世（在位：898年1月〜900年1月）である。